# King of Kings (film)
King of Kings is een Amerikaanse sandalenfilm uit 1961 onder regie van Nicholas Ray.

## Verhaal
De timmerman Jozef en zijn zwangere vrouw Maria reizen naar Bethlehem voor een volkstelling. Omdat er geen plaats is in de herberg, moeten ze overnachten in een stal. Daar bevalt Maria van een kind. Koning Herodes herinnert zich de voorspelling over de Messias. Hij gebiedt zijn soldaten om alle jongetjes van twee jaar oud en jonger te doden. In zijn slaap hoort Jozef een stem, die hem aanspoort om naar Egypte te vluchten. Vanaf dat ogenblik volgt de film het leven van Jezus.

## Rolverdeling
| Acteur          | Personage         |
| --------------- | ----------------- |
| Jeffrey Hunter  | Jezus             |
| Siobhan McKenna | Maria             |
| Hurd Hatfield   | Pontius Pilatus   |
| Ron Randell     | Lucius            |
| Viveca Lindford | Claudia           |
| Rita Gam        | Herodias          |
| Carmen Sevilla  | Maria Magdalena   |
| Brigid Bazlen   | Salome            |
| Harry Guardino  | Barabbas          |
| Rip Torn        | Judas             |
| Frank Thring    | Herodes Antipas   |
| Guy Rolfe       | Kajafas           |
| Royal Dano      | Petrus            |
| Robert Ryan     | Johannes de Doper |
| Edric Connor    | Balthasar         |